# Fogo
Fogo (portugálul: Ilha do Fogo) a Zöld-foki-szigetek tíz nagy szigetének egyike, az ún. „szélvédett szigetek” csoportjának tagja. A „Fogo” név (magyar jelentése „tűz”) arra utal, hogy ezen a szigeten emelkedik a szigetcsoport egyetlen ma is aktív vulkánja — utoljára 1995 március-áprilisában tört ki. A Pico do Fogo a szigetcsoport legnagyobb hegye (2829 m) a sziget mértani közepétől kissé keletre. A vulkáni kúp valaha jóval magasabb volt, de a történelem előtti időben egy nagy kitörés lerobbantotta a tetejét. Jelenleg az így kialakult kalderában növekvő másodlagos kúp a vulkán legaktívabb része.

## Természeti viszonyai
A sziget középső részén alakították ki a Fogo Nemzeti Parkot (Parque Natural do Fogo).

### Domborzata

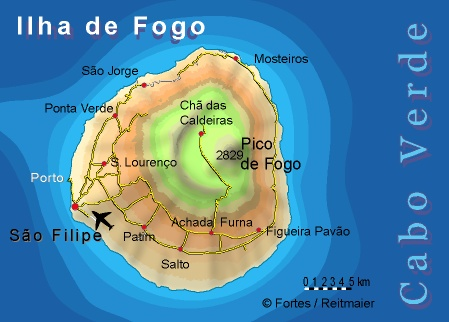
A sziget domborzata

A sziget egyetlen masszív vulkáni kúp, meredek lejtőkkel. A forró pont típusú bazaltvulkán felépítésében lávapadok és tufarétegek váltogatják egymást. A száraz éghajlaton a kémiai mállás szerepe alárendelt, ezért a lejtőket a tufa fizikai lepusztulásával keletkező fekete homok borítja. Ugyanilyen fekete, homokos-kavicsos a sziget partvidéke is.
A sziget déli oldalán néhány időszakos patak völgye fut le a tengerpartig.

### Éghajlata
A sziget fő csapadékforrása az a nedvesség, ami a vulkánnak ütköző felhőkből kondenzálódik a hegy oldalán (a Kanári-szigeteken ezt a természeti jelenséget „vízszintes esőnek” nevezik). Ezért az uralkodó széliránynak megfelelően az északi oldal meglepően termékeny, a déli viszont száraz, sivatagos.

### Élővilága

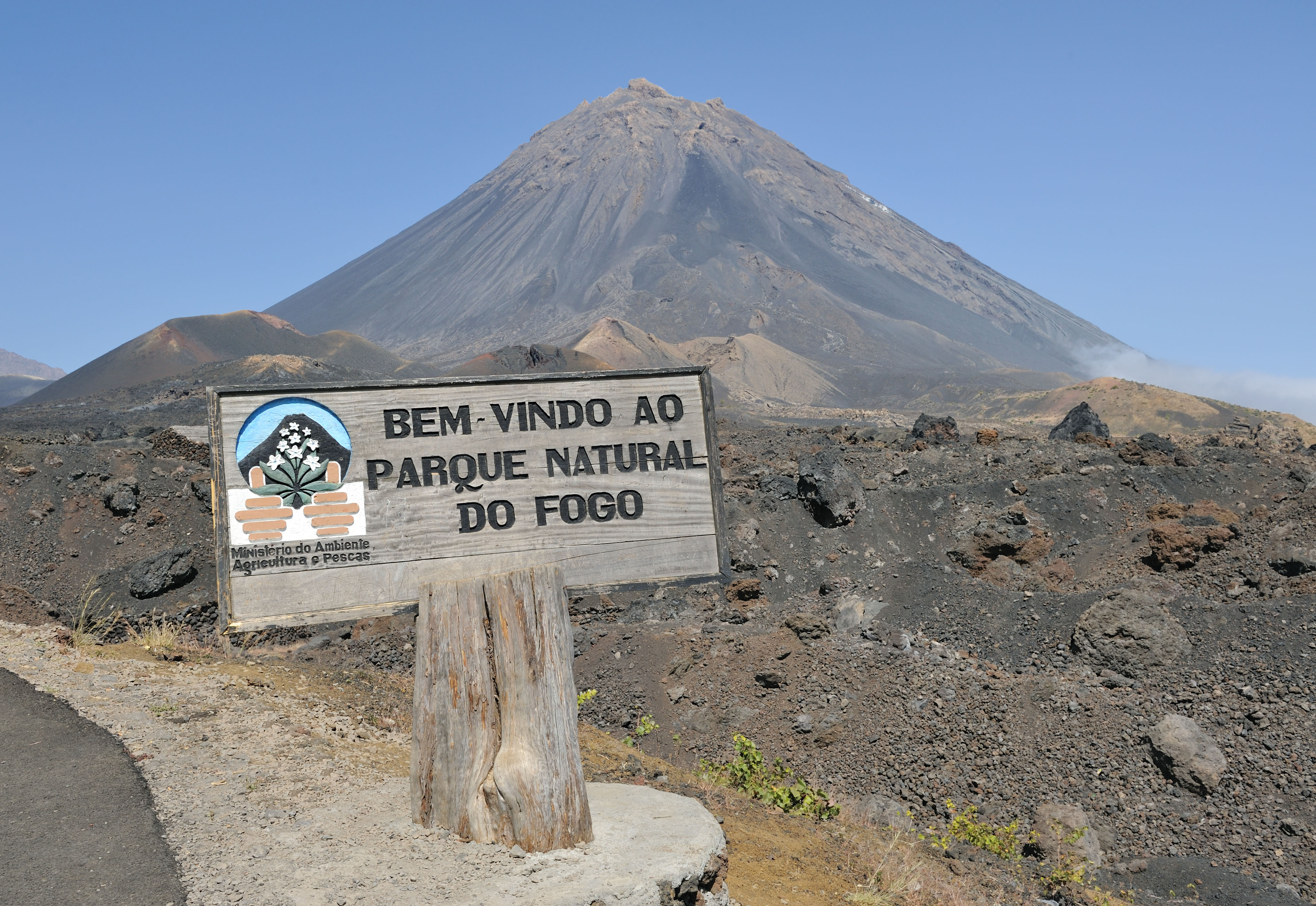
A Pico do Fogo a nemzeti park határáról nézve

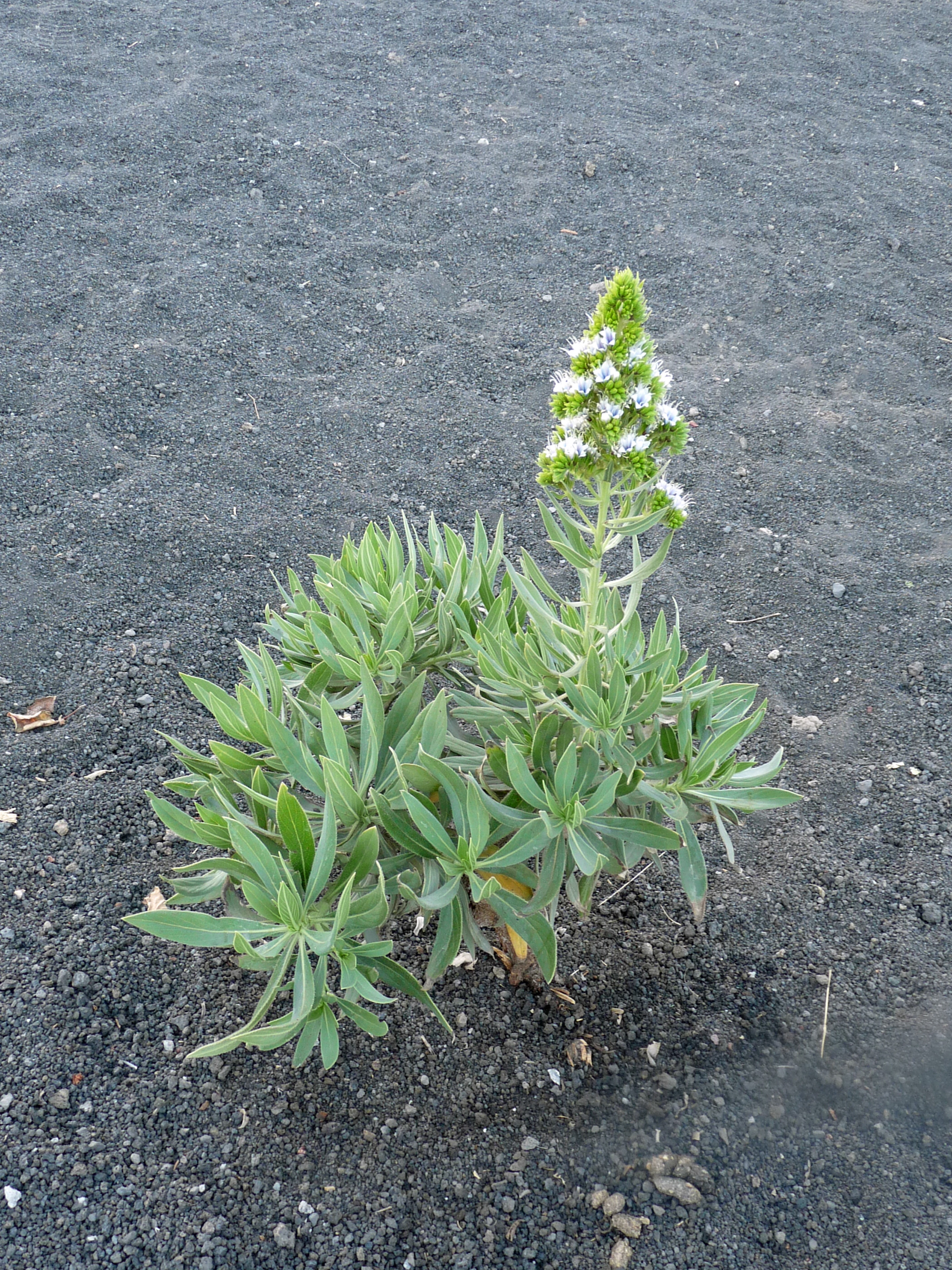
A jellegzetes, fekete kavicsos homokon növekvő tűzhányó kígyószisz (Echium vulcanorum)

A vulkán lejtőin kék méternél magasabbra is megnő az endemikus tűzhányó kígyószisz (Echium vulcanorum). A makaronéziai kígyósziszfélék közé tartozó cserjének ez az egyetlen élőhelye; még a szigetcsoport többi tagján sem fordul elő.

## Fontosabb települések

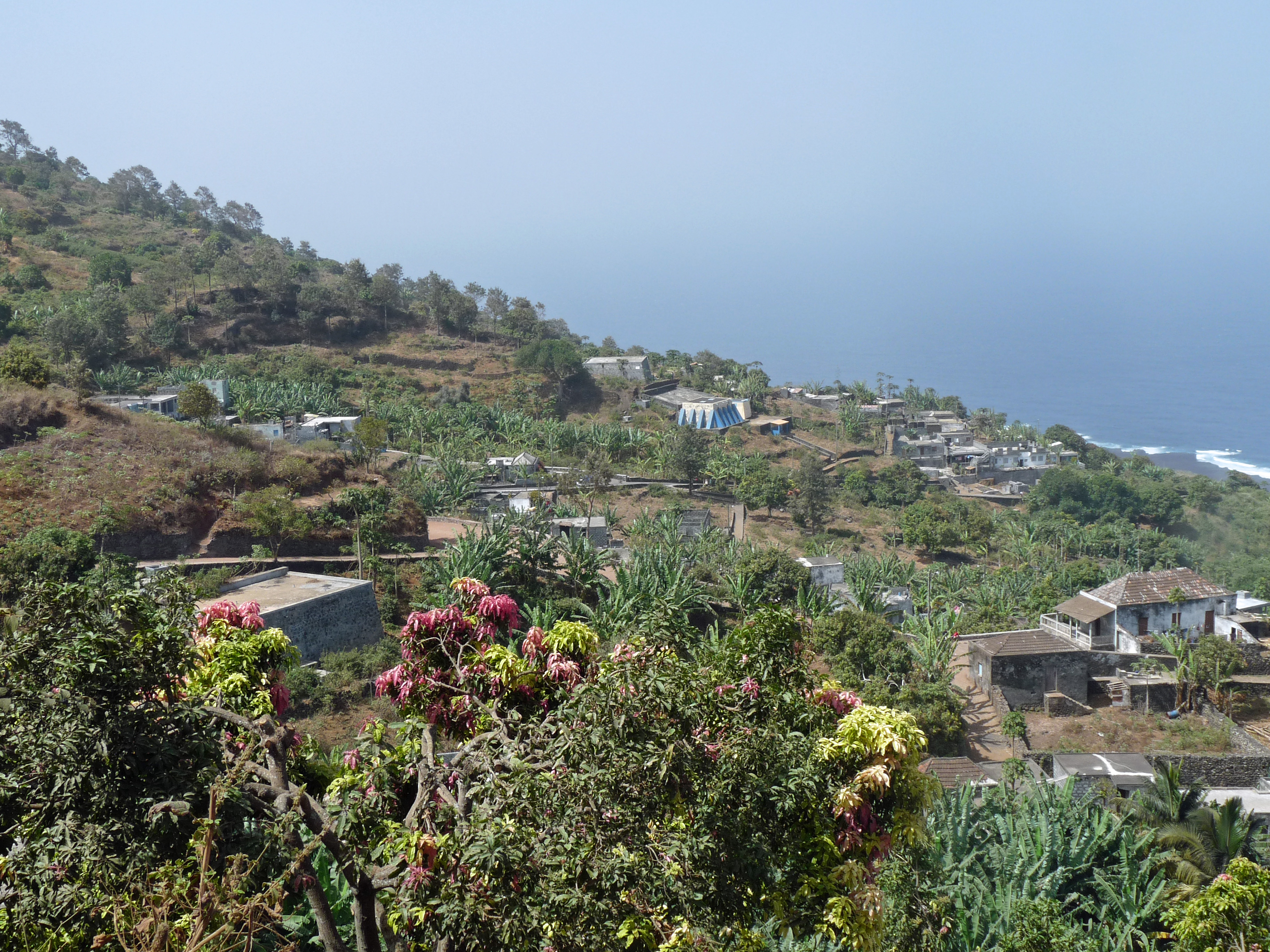
Mosteiros látképe

A sziget fővárosa São Filipe.
Jelentősebb települések még:
- Santa Catarina do Fogo és
- Mosteiros.

Kisebb falvak:
- Ponta Verde
- São Jorge
- São Lourenço
- Achada
- Châ das Caldeiras
- Patim
- Salto
- Furna
- Figueira Pavão

## Gazdasági élete
Az északi és nyugati részeken
- földimogyorót,
- babot,
- kávét,
- narancsot és
- dohányt termesztenek.

A vulkán kalderájában a 19. század elején a szigetre száműzött franciák kezdtek szőlőt ültetni — a szőlőt ma is hagyományos módszerekkel művelik. A bort is a hagyományos módon készítik: az itt termő szőlő erős, testes vörös bort ad. Mivel a szigeten kevés a hordókhoz szükséges faanyag, az italt régi petróleumtartályokban tárolják, ami bizarr utóízt ad neki. Ugyancsak beszerzési gondok miatt a bort többnyire használt sörös- és borosüvegekbe fejtik.
A tengerparti települések fő jövedelemforrása a halászat.
A turizmus gyakorlatilag két településre összpontosul: a turistákat egy napos programra a szigetre szállító repülőgépek a főváros repülőterén landolnak, és onnan buszok viszik fel a látogatókat a kalderában épült és borászatáról nevezetes Châ das Caldeirasba.

## Közlekedése
São Filipe kis repülőterét a 2000-es években újították fel. A vulkáni kúp körül körbefutó, illetve oda felvezető közutak többségét a helyben bányászott bazaltból faragott macskakővel burkolják. A főváros kikötője kisebb hajók fogadására alkalmas.

## Látnivalók
A fő megtekinteni való maga a vulkán — a kaldera és benne a másodlagos kúp. Jellegzetes a fekete, kavicsos homok.
São Filipe házainak jó része még a portugál koloniális stílusban épült.

## Egyéb
2009 őszén a szigetcsoport négy szigetén ütötte fel a fejét a dengue-láz, különösen súlyos volt a helyzet Fogón.